# Pedro Mendes (acuatleta)
Pedro Mendes es un deportista portugués que compitió en acuatlón. Ganó una medalla de bronce en el Campeonato Europeo de Acuatlón de 2014.

## Palmarés internacional
| Campeonato Europeo | Campeonato Europeo | Campeonato Europeo | Campeonato Europeo |
| Año                | Lugar              | Medalla            | Prueba             |
| ------------------ | ------------------ | ------------------ | ------------------ |
| 2014               | Colonia (Alemania) | Medalla de bronce  | Individual         |